# Oscar Reyes
Óscar Patricio Reyes (né le 16 décembre 1957 à Arica au Chili) est un joueur de football international chilien, qui évoluait au poste de défenseur.

## Biographie

### Carrière en sélection
Avec l'équipe du Chili, il dispute 30 matchs (pour un but inscrit) entre 1983 et 1989. Il figure notamment dans le groupe des sélectionnés lors des Copa América de 1987 et de 1989.

## Palmarès
Chili
- Copa América :
  - Finaliste : 1987.